# São Roque do Funchal
São Roque es una freguesia portuguesa del concelho de Funchal, con 7,52 km² de superficie y 9.274 habitantes (2001). Su densidad de población es de 1 233,2 hab/km².